# Interviú
Interviú è stata una rivista spagnola con periodicità settimanale di attualità, edita dal Grupo Zeta.

## Storia
Interviù fu fondata nel 1976 da Antonio Asensio Pizarro, con l'intenzione di creare una rivista di approfondimento che diventasse il punto di riferimento della stampa nazionale nel contesto della transizione spagnola. Ma Interviù rappresentò una novità ancora maggiore per il fatto di essere la prima rivista spagnola a pubblicare in copertina immagini di ragazze in topless, iniziativa giustificata con il diritto di libertà di espressione che era stato recentemente sancito nella costituzione spagnola. Si trattava essenzialmente di donne famose, spagnole o straniere, provenienti dal circuito della cronaca rosa.
Se le copertine con i famosi nudi presupposero una rottura con la cultura franchista, furono le inchieste pubblicate da Interviù che ne costruirono il suo prestigio. Nel 1977 fu la prima rivista ad intervistare un capo di governo, l'allora presidente spagnolo Adolfo Suárez; nel 1980 rivoluzionò il mondo del giornalismo spagnolo con un'inchiesta sull'omicidio dei marchesi Urquijo. Le inchieste successive, come quelle sugli scandali per corruzione e terrorismo di Stato del governo di Felipe González, dimostrarono il grande potere dell'informazione. Altre esclusive del settimanale sono state la diffusione di video e foto della presa di possesso dell'isola Perejil (durante la crisi diplomatica che vide contrapposti Marocco e Spagna nel 2002), della Guerra in Iraq e di altri avvenimenti di rilevanza nazionale.
Interviú è caratterizzata da una linea editoriale tendenzialmente di sinistra.
L'ultimo direttore è Alberto Pozas.
La rivista ha chiuso nel 2018.
La donna che è apparsa più volte (dodici) sulla copertina del settimanale è Sabrina Salerno.